# Iki-buruli járás

Az Iki-buruli járás Kalmükföldön

Az Iki-buruli járás (oroszul  Ики-Бурульский муниципальный район, kalmük nyelven Ик Буурла район) Oroszország egyik járása Kalmükföldön. Székhelye Iki-Burul.

## Népesség
- 1989-ben 16 453 lakosa volt, melynek 54,3%-a kalmük, 13,6%-a orosz, 18,8%-a dargin, 2,9%-a csecsen, 0,3%-a kazah.
- 2002-ben 11 323 lakosa volt, melynek 68,5%-a kalmük, 10,6%-a orosz, 13,4%-a dargin, 1,3%-a csecsen, 0,4%-a kazah, 0,4%-a ukrán, 0,3%-a német.
- 2010-ben 11 424 lakosa volt, melyből 7 855 kalmük (68,8%), 1 729 dargin (15,1%), 1 075 orosz (9,4%), 138 avar (1,2%), 92 csecsen (0,8%), 59 grúz, 58 kumik, 45 kazah, 43 koreai, 40 rutul, 39 lezg, 32 azeri, 25 ukrán, 24 német, 19 tatár, 16 cserkesz, 14 kabard, 13 tadzsik, 12 örmény stb.